# Музей истории камнерезного и ювелирного искусства
Музей истории камнерезного и ювелирного искусства в Екатеринбурге — первый в России музей подобного профиля, созданный в 1992 году. Музей находится в центре исторической застройки Екатеринбурга в здании бывшей Аптеки горного ведомства (архитектор М. П. Малахов, 1821—1822 годы строительства).

## История
В 1992 году Президиум советского Фонда культуры, возглавляемый Дмитрием Лихачёвым, предложил главному хранителю Областного государственного краеведческого музея Надежде Петровне Пахомовой разработать музейную программу «Мир камня». Результатом программы стала идея создать на базе части коллекции краеведческого музея (в том числе наследие УОЛЕ) Уральский музей истории камнерезного, ювелирного и гранильного искусства.

## Коллекции музея
- История русского ювелирного искусства с IX века по начало XX века (Серебряная комната и Золотая кладовая[1]);
- Коллекция изделий Императорской Екатеринбургской гранильной фабрики;
- Уральские гранильные промыслы;
- Современное ювелирное искусство Урала;
- Современное камнерезное искусство Урала;
- Минералогическая коллекция.

В камнерезной коллекции музея хранятся работы уральских кустарей 1920—1930-х годов. В собрании музея представлены все этапы и основные направления деятельности завода «Русские самоцветы», преемника традиций Екатеринбургской Императорской гранильной фабрики, начиная с 1920-х годов и до 2004 года, когда предприятие перестало существовать. Большую ценность среди этого ряда предметов представляет коллекция предметов, выполненных Н. Д. Татауровым, мастером, начинавшим работать на ЕГФ подмастерьем, затем до 1950-х годах. был ведущим камнерезом завода «Русские самоцветы». Коллекция современных камнерезных произведений насчитывает около 300 предметов и представляет творчество почти 30 авторов (О. Н. Александров, Д. Н. Емельяненко, С. А. Матренин, А. И. Жуков, В. Н. Шицалов, Л. М. Халемин, Ю. Н. Бахтин, Н. Н. Мирюк, О. Н. Загорский и другие).

Экспозиции музея
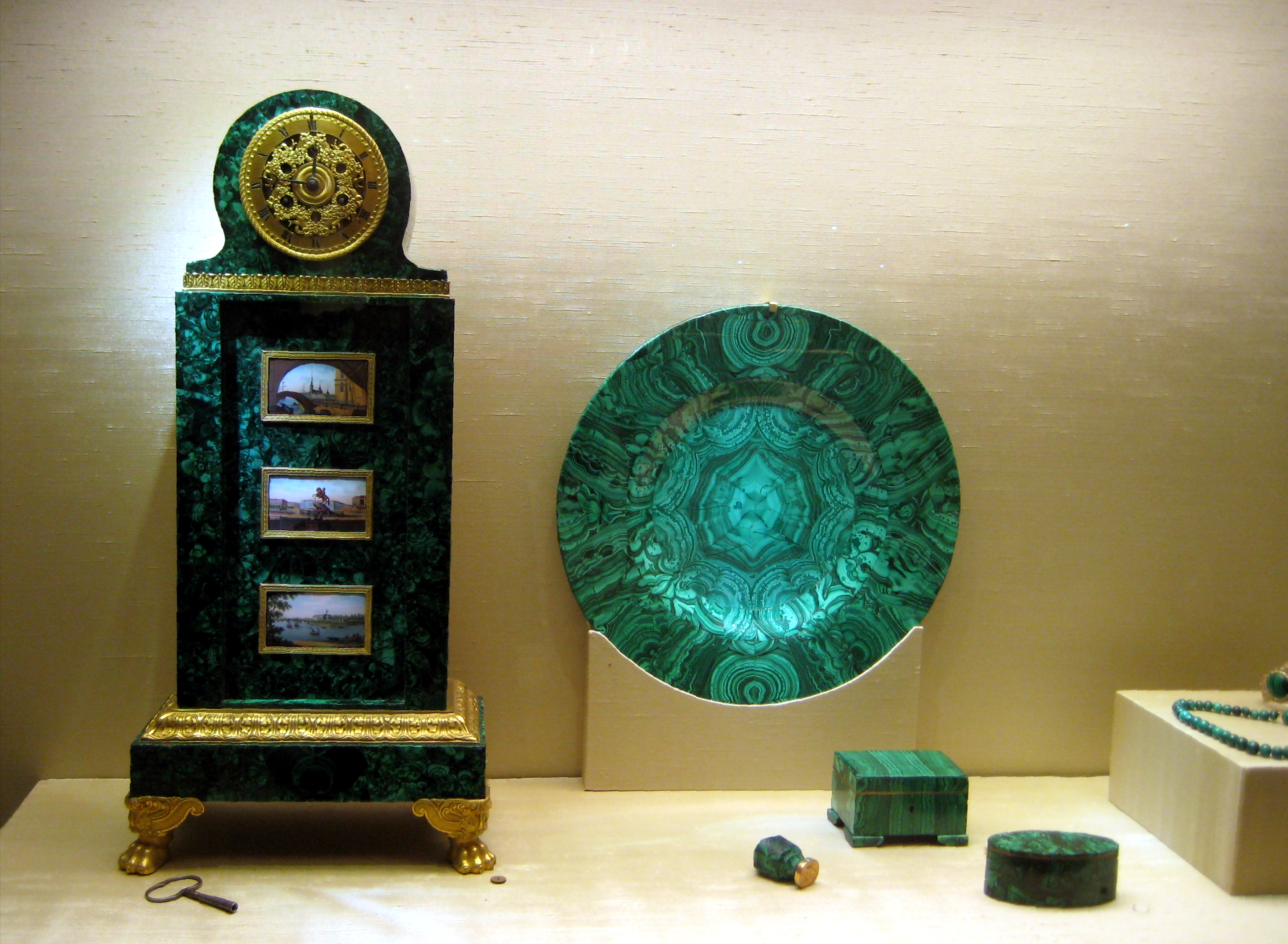
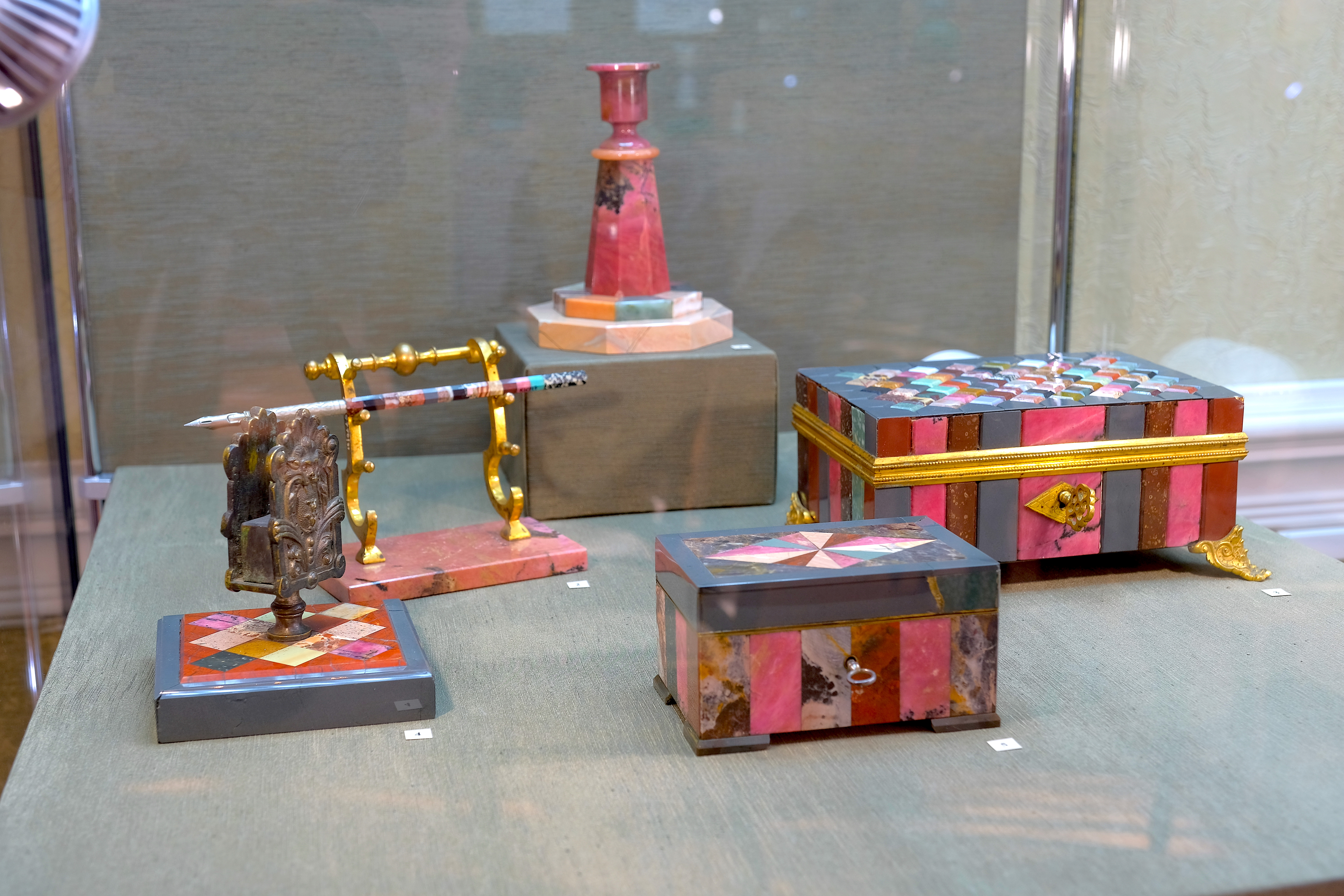
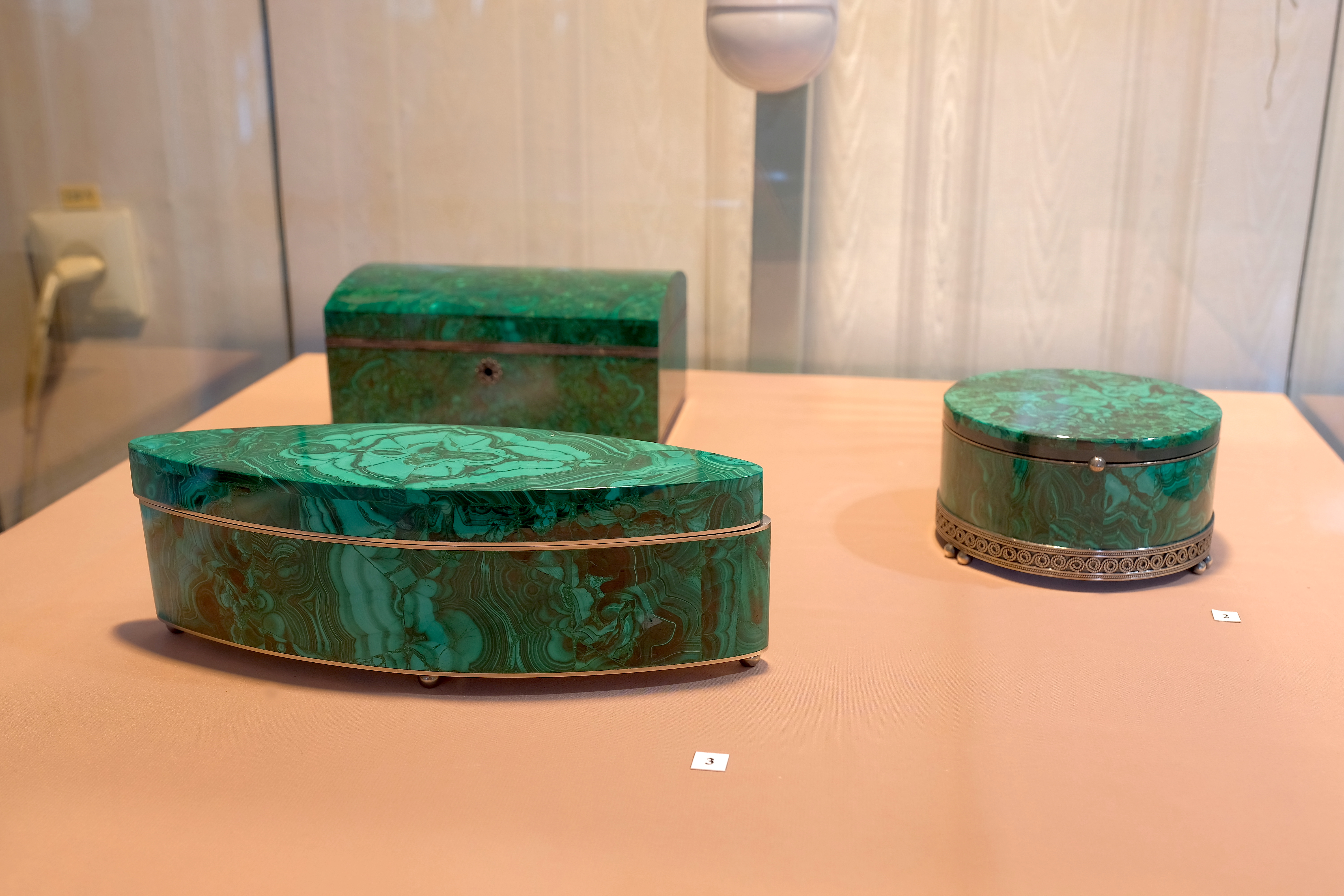
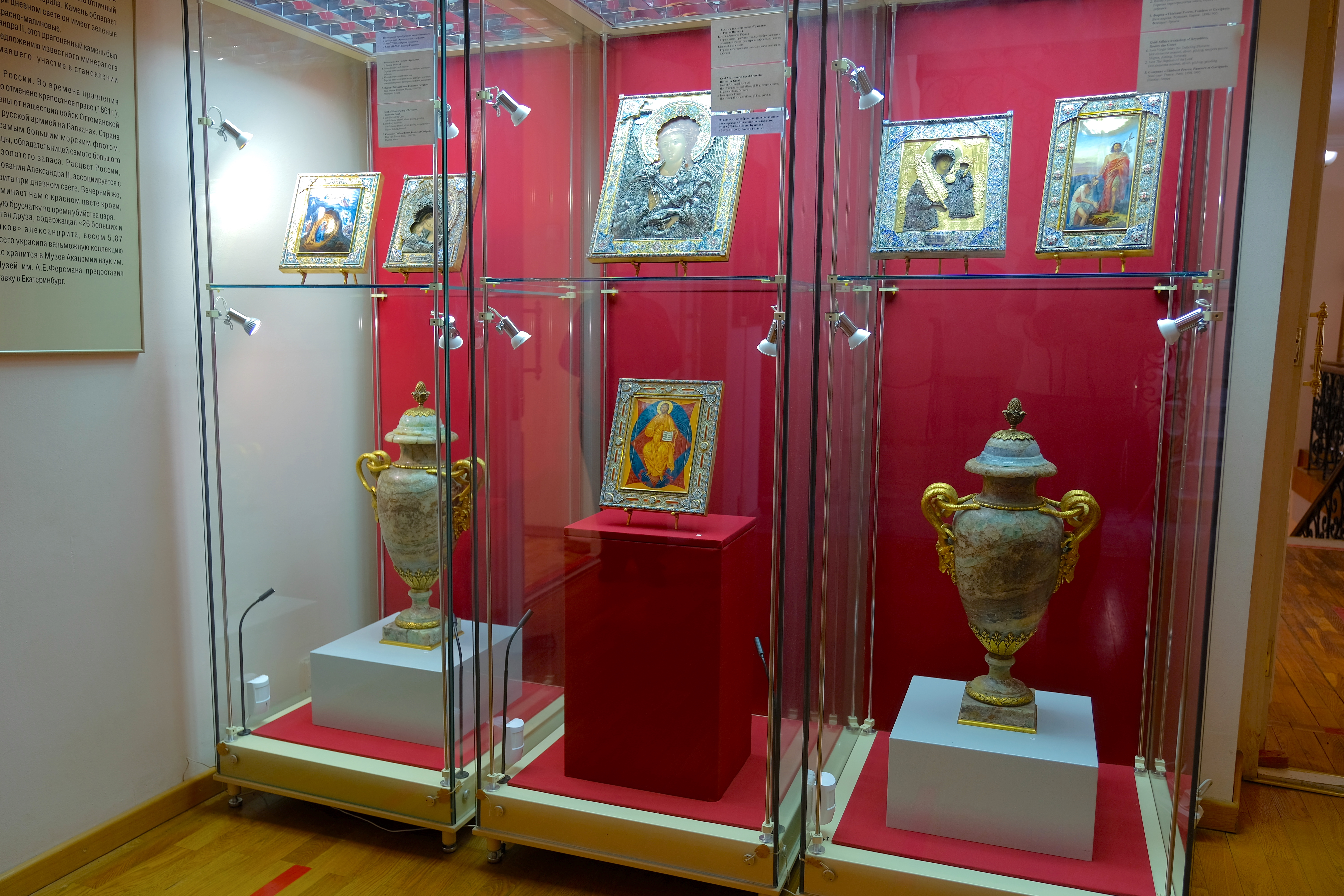
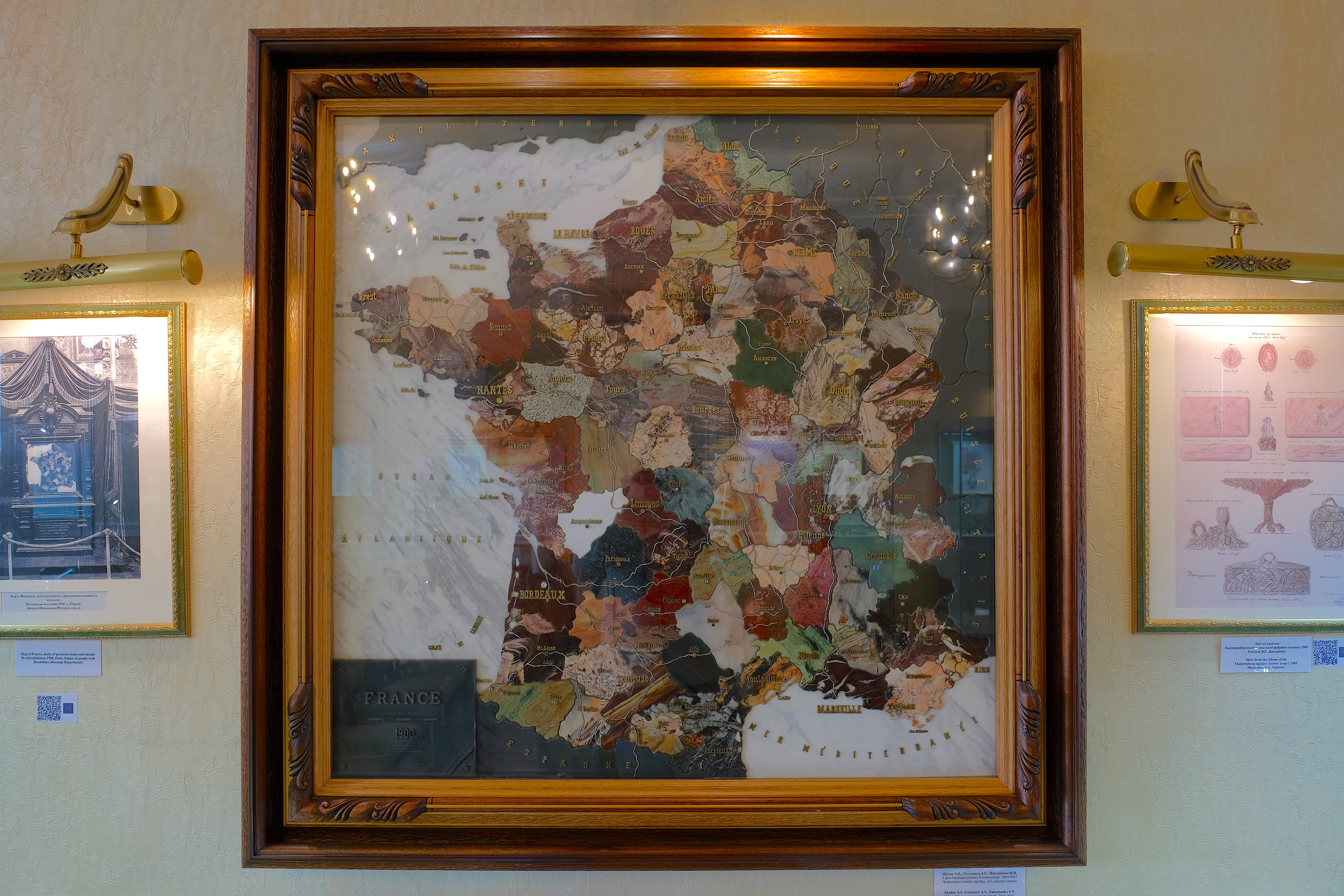
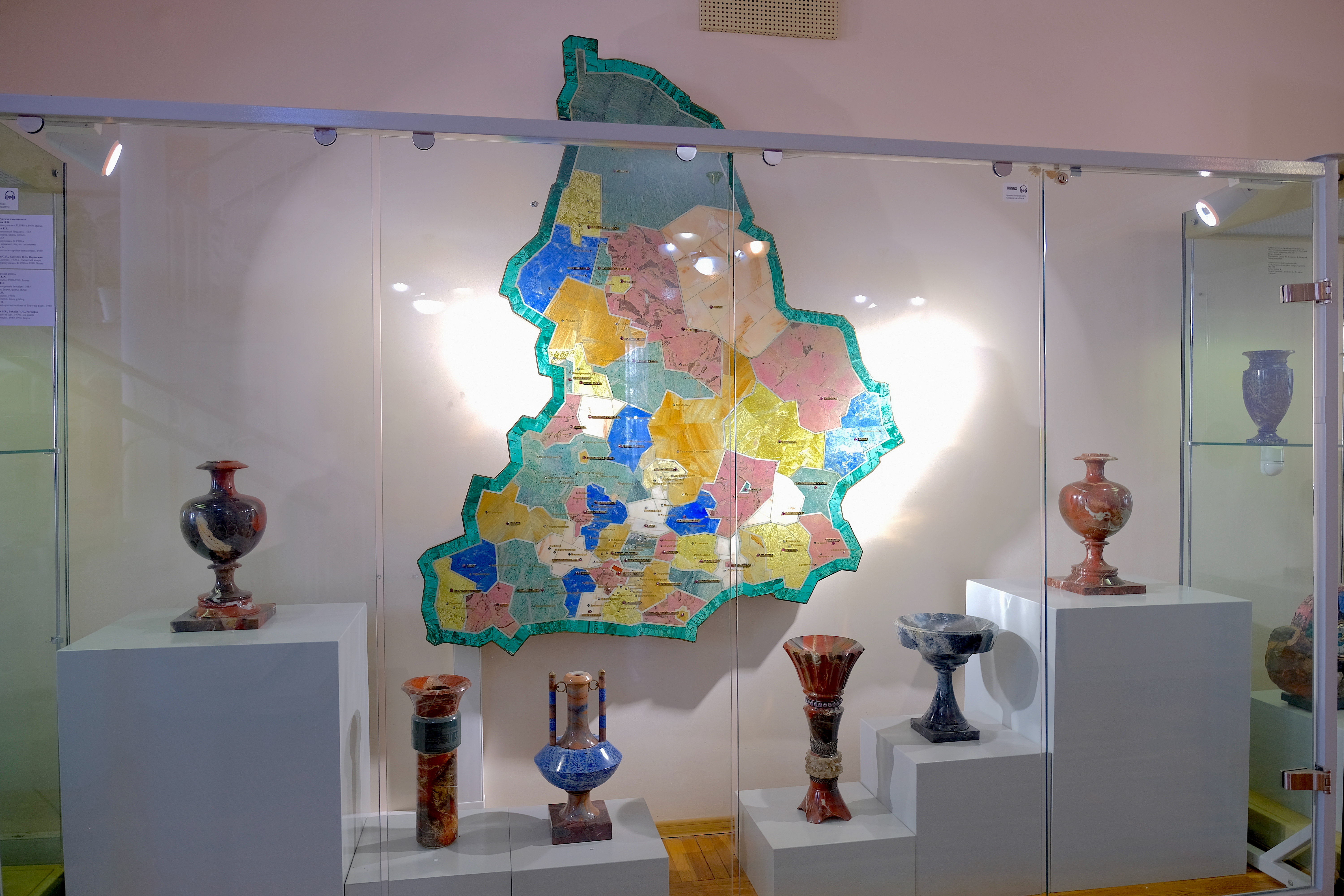
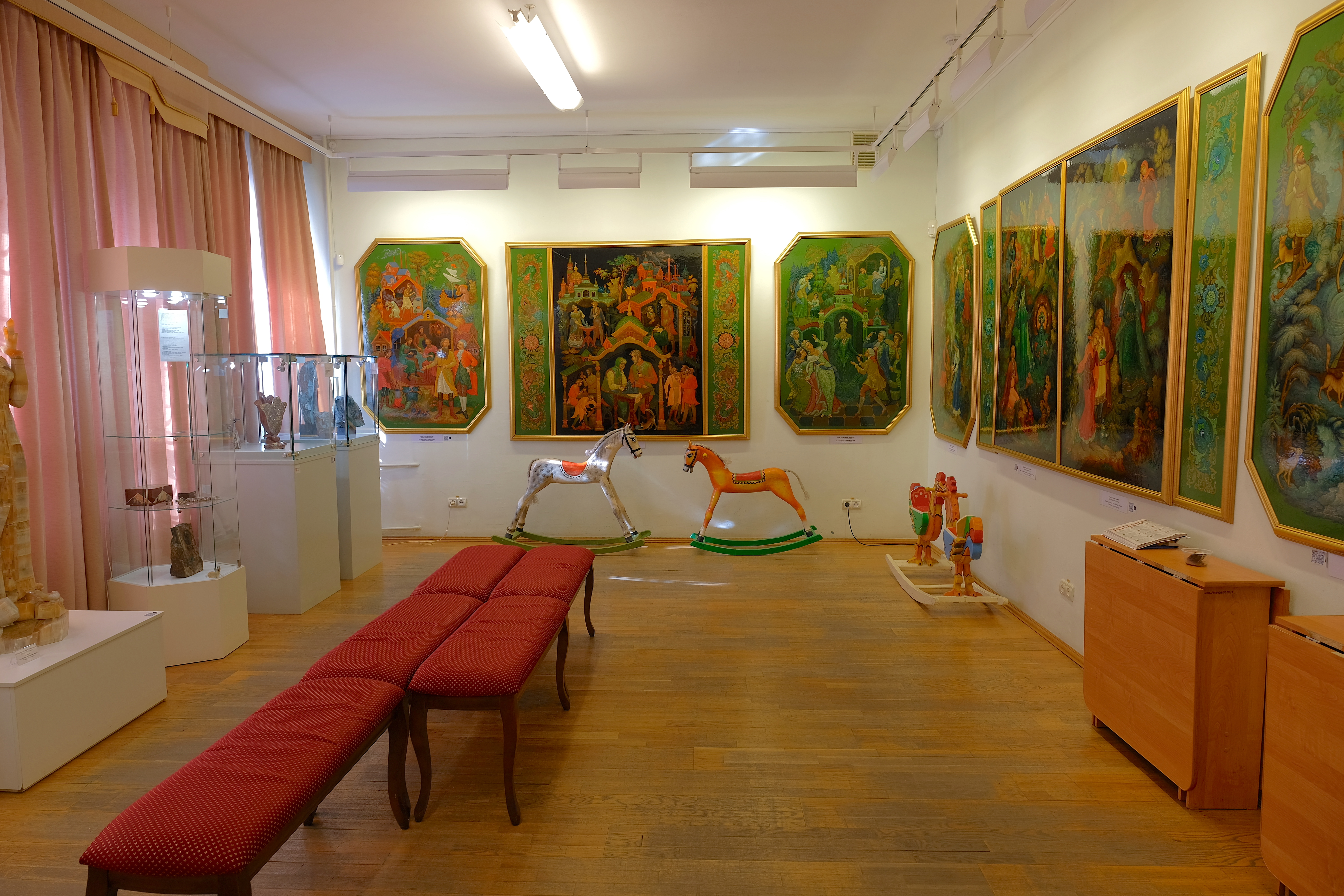
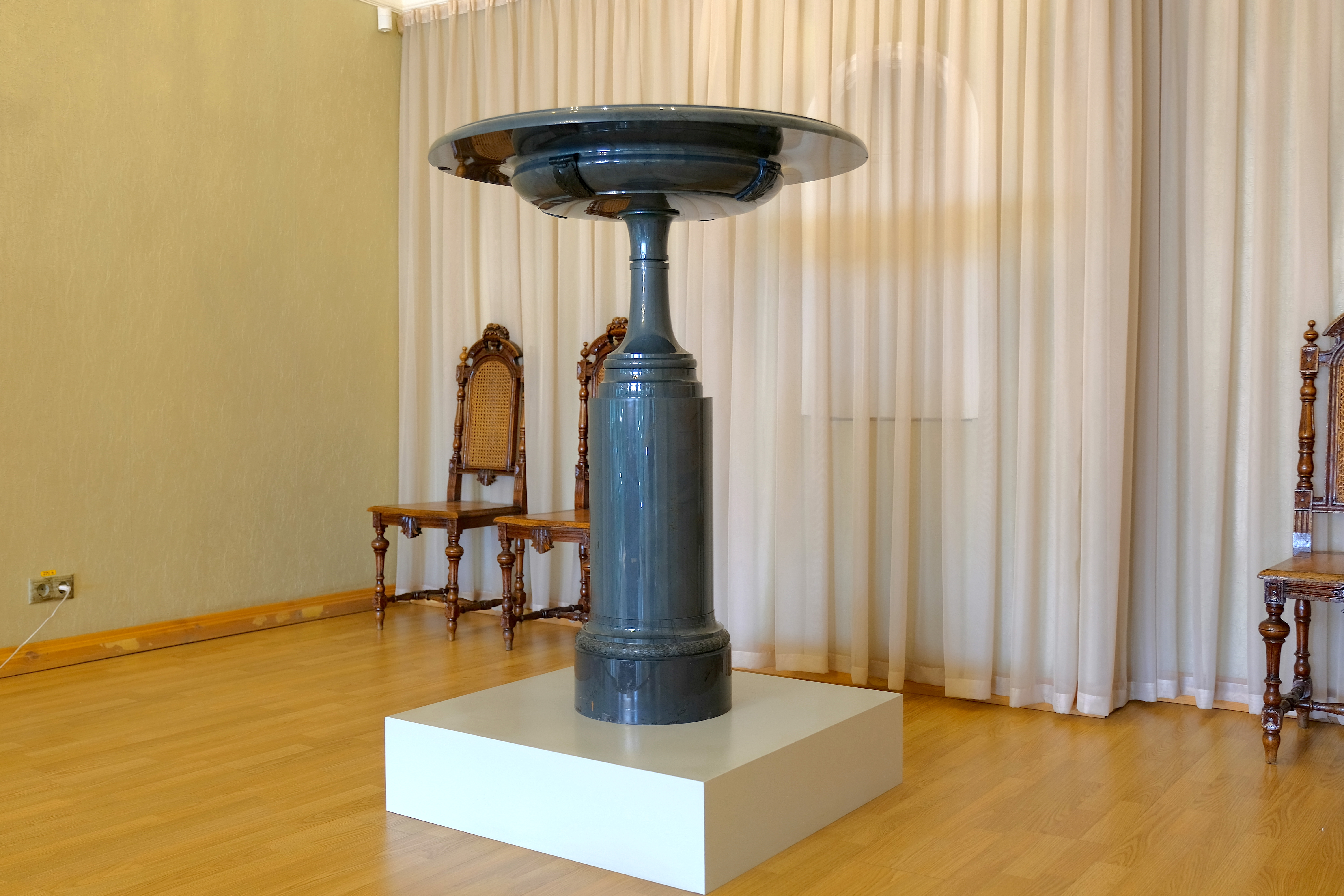
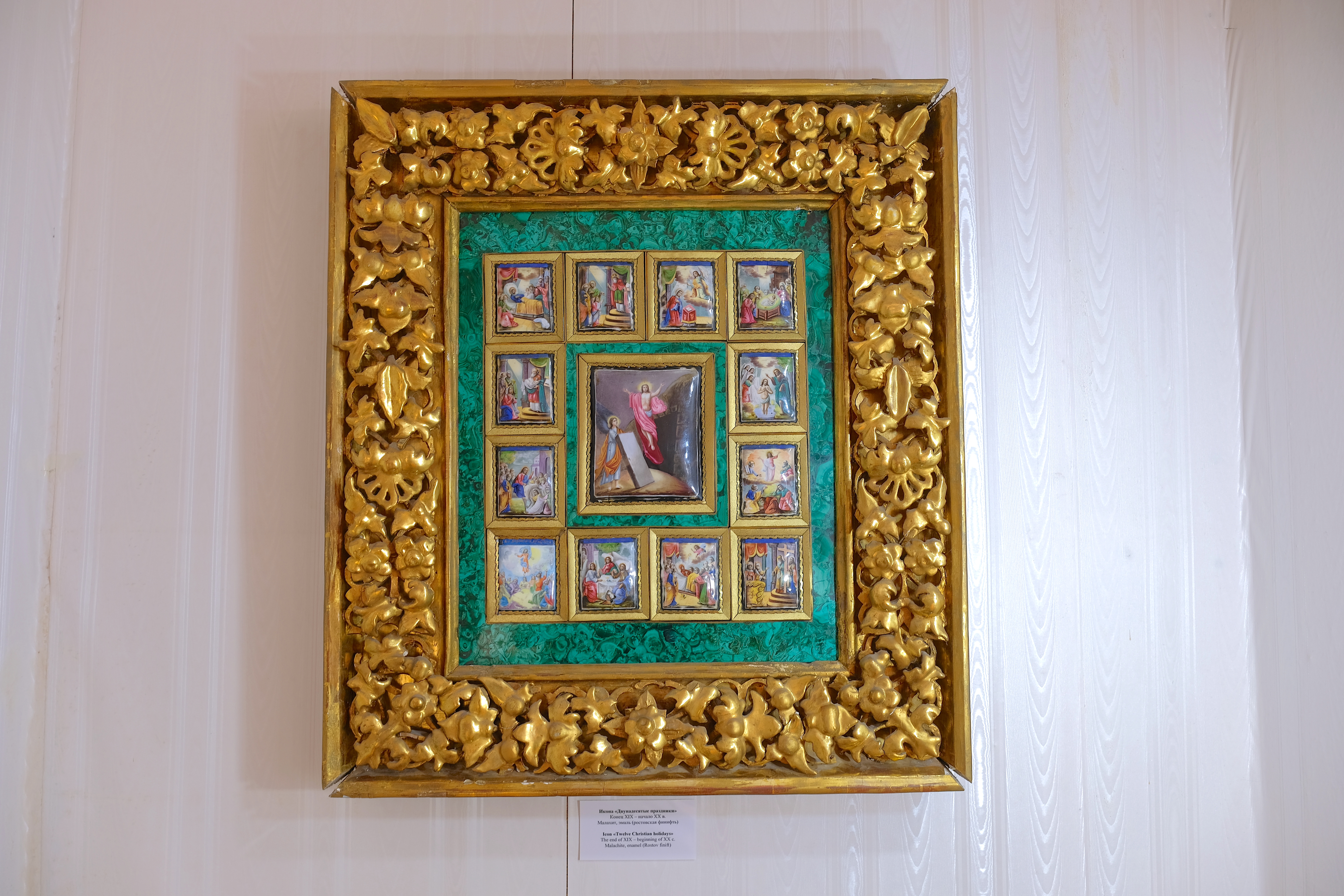